# Xerxes I
Xerxes I (Oudperzisch: 𐎧𐏁𐎹𐎠𐎼𐏁𐎠|𐎧𐏁𐎹𐎠𐎼𐏁𐎠, transliteratie: Xšayār̥šā, Perzisch: خشایارشا; Grieks: Ξέρξης, Latijn: Xerxes) (ca. 519 v.Chr. - 4 augustus 465 v.Chr.) was van 486 - 465 v.Chr. koning van het Perzische Rijk. Hij was zoon en opvolger van Darius I (Darius de Grote) en was de vierde koning van de dynastie van de Achaemeniden. Hij wordt ook wel Xerxes de Grote genoemd.

## Jeugd en troonsbestijging

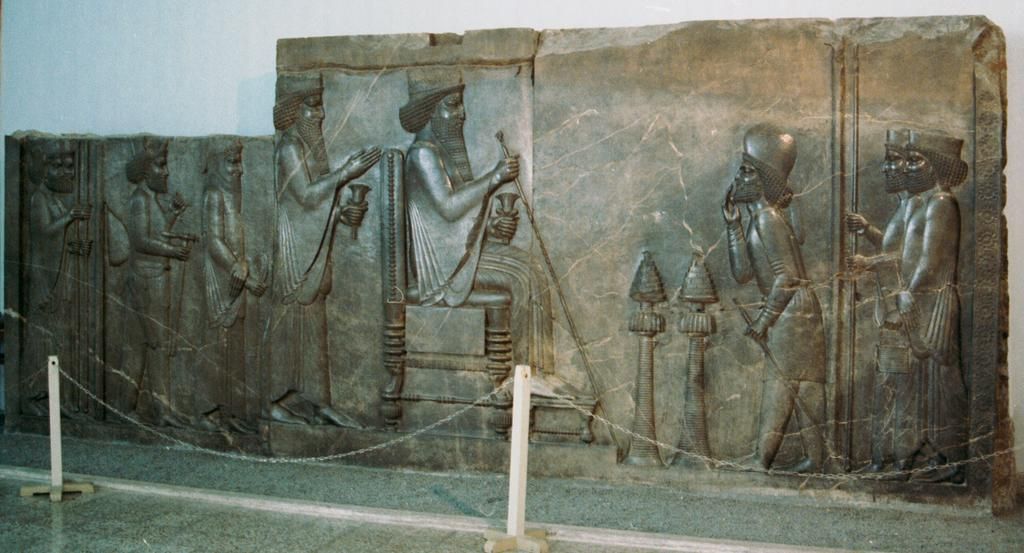
Xerxes I afgebeeld in Persepolis, staand achter de troon van zijn vader, Darius I

Xerxes I was de zoon van Darius I en Atossa uit het huis van de Achaemeniden. Voordat Xerxes in oktober 486 v.Chr. op de troon kwam, was hij jarenlang onderkoning geweest in Babylon en zijn ervaring daar maakte hem tot een kundig bestuurder. In de merendeels op Griekse bronnen gebaseerde geschiedschrijving wordt hij vaak als zwakkeling voorgesteld, die door de eunuchen van het hof werd gedomineerd, hoewel Herodotus Xerxes ook een zekere koninklijke grandeur toeschreef.
Zoals in het oude Nabije Oosten vaak gebeurde, ging zijn troonsbestijging vergezeld met opstanden. Eerst in Bactrië, waar zijn broer Ariamenes een revolte lijkt te hebben georganiseerd. Deze werd op een onbekend moment aan het begin van Xerxes' regering onderdrukt. Zijn broer mocht het leven behouden nadat hij Xerxes in het openbaar erkend had.
Een opstand in Egypte leidde mogelijk tot moeilijkheden in Jeruzalem. Xerxes maakte persoonlijk een eind aan de Egyptische opstand in 481 v.Chr.
Meer zekerheid is er over de opstand in Babylonië in 482 v.Chr.. In de zomer eiste Bel-shimani de troon van Babylon op en een maand later voegde Shamash-eriba zich bij hem. Volgens Herodotus werd de satraap Zopyrus bij deze opstand gedood; deze man wordt echter niet genoemd in het spijkerschriftmateriaal. Uiteindelijk werd de opstand in bloed gesmoord. Dat het merendeel van de archieven abrupt eindigt, bewijst de hardhandigheid van het optreden.

## Griekse oorlog

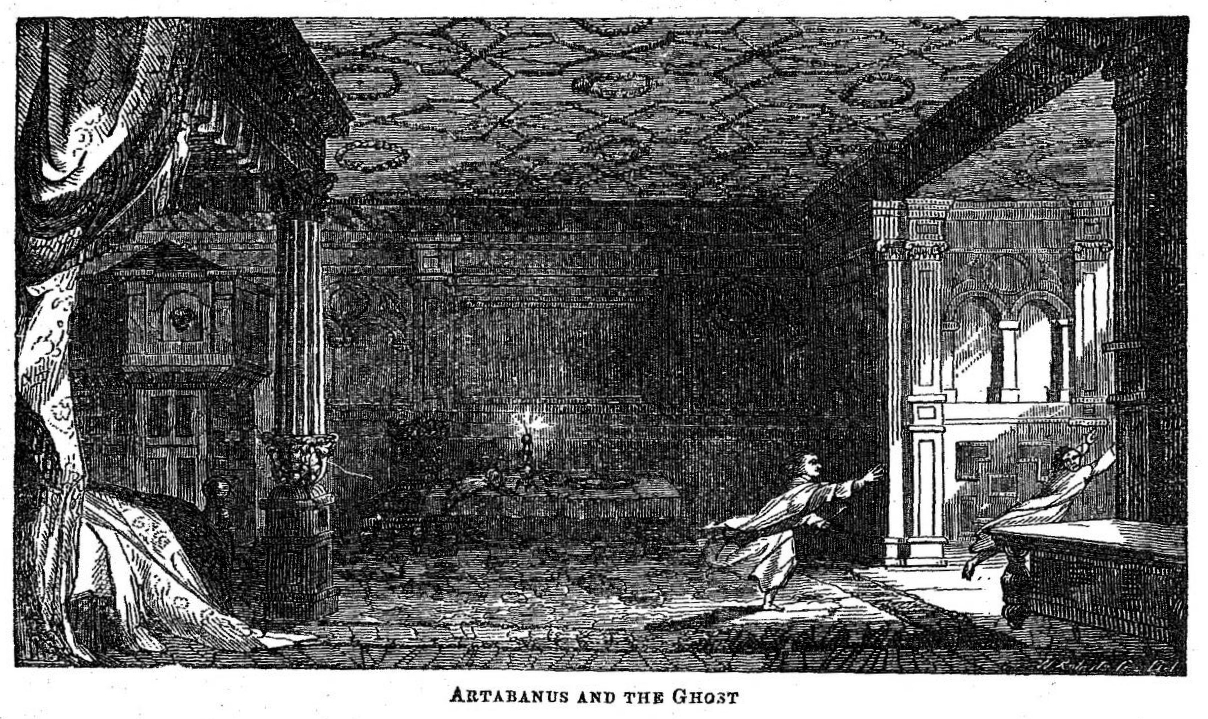
Artabanus en de geest. Volgens Herodotus zag Artabanus in zijn droom een geestverschijning, die hem aanraadde de voorbereiding van de strijd tegen de Grieken vooral niet tegen te houden, anders zou hij worden gestraft. Toen de verschijning met hete ijzers zijn ogen begon uit te branden, werd Artabanus schreeuwend wakker.

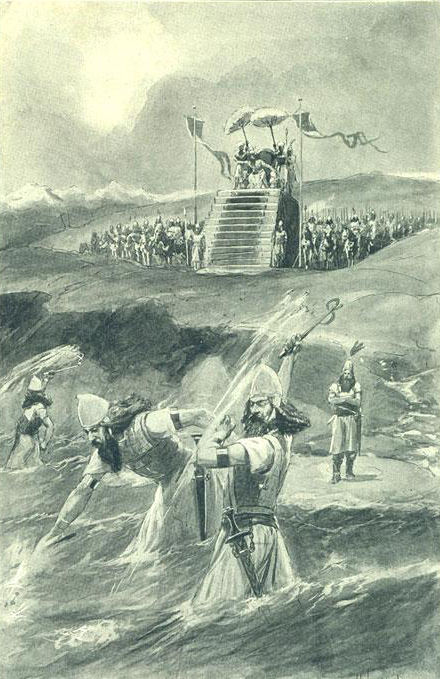
Xerxes laat de Hellespont geselen, omdat deze zich niet aan hem onderwerpt.

Volgens Herodotus was Xerxes' oom Artabanus de enige die zich in het openbaar verzette tegen de veldtocht tegen Griekenland. 's Nachts kreeg Xerxes een droom, waarin een man verscheen, die hem adviseerde de veldtocht vooral door te zetten. Artabanus vertelde hem dat de droomverschijning niet door een god was gestuurd. Daarop vroeg Xerxes hem in zijn kleding op de troon plaats te nemen en 's nachts in zijn bed te slapen. Aan Artabanus verscheen toen hetzelfde droombeeld en hij raakte ervan overtuigd dat de goden de Perzen de Grieken in handen zouden geven. Artabanus werkte daarna vol ijver aan de voorbereiding van de strijd mee.
Hoewel Xerxes Ionië, de door Griekse kolonisten bewoonde kust van Klein-Azië, al onder zijn gezag had, was zijn vader er in de Eerste Perzische Oorlog niet in geslaagd om Griekenland zelf te onderwerpen. Xerxes trok in 480 v.Chr. met een leger door Klein-Azië naar de streek rond Troje, waar hij de Hellespont overbrugde en overstak. Dit markeerde het begin van de Tweede Perzische Oorlog.
De Grieken besloten dat het Perzische leger alleen op de landengte van Korinthe tegen te houden zou zijn en trokken daar inderhaast hun legers samen. Zo trok Xerxes door Thessalië naar het zuiden en kreeg overal aarde en water aangeboden (een teken van onderwerping), behalve van het kleine Plataeae en Thespiae. De oorlog leek zo goed als gewonnen.
Bij de bergpas van Thermopylae, nog ten noorden van Athene, kwam echter de eerste onaangename verrassing. Ongeveer 4.000 Grieken onder leiding van Leonidas hielden langer stand dan voorzien, al werden ze uiteindelijk na verraad onder de voet gelopen. Hetzelfde gold voor Artemisium, waar de Griekse vloot onverwacht lang stand hield. (Hoewel Herodotus duidelijk laat merken dat de Grieken het zwaar te verduren kregen, werd de driedaagse zeeslag later beschouwd als Griekse overwinning.)
Eind september werd Athene ingenomen en geplunderd, maar op de 29e werd de Perzische vloot verslagen ten westen van Athene in de zeeslag bij Salamis. Omdat het enorme Perzische leger nu niet meer voldoende kon worden bevoorraad - daarvoor was een transportvloot noodzakelijk - trok Xerxes zijn troepen terug. Met de buit uit Athene kon Xerxes zijn gezicht redden en als triomfator terugkeren.
Xerxes keerde dus terug naar Sardis in Klein-Azië. Een onbeantwoorde vraag is waarom hij zijn vloot, die nog altijd zeer talrijk was en kon worden opgekalefaterd, ontbond en veel troepen terugtrok. De slagen bij Thermopylae, Artemisium en Salamis, hoezeer die ook tot de verbeelding van het nageslacht hebben gesproken, waren namelijk niet strategisch doorslaggevend. De recentelijk herhaalde hypothese dat hij de troepen nodig had om een opstand te onderdrukken is inmiddels op chronologische gronden weerlegd.
Toch vormden deze confrontaties ter zee en te land een keerpunt in de oorlog. De Griekse stadstaten spraken namelijk af het niet langer alleen op te nemen tegen de Perzen, maar een gezamenlijk leger op te bouwen. Xerxes I had een van zijn bevelhebbers, Mardonius, de leiding gegeven over het veroverde gebied, en deze probeerde nu met diplomatieke middelen uit de impasse te komen. Mardonius verzocht via Alexander I van Macedonië de Atheners om een wapenstilstand. Dezen verwierpen dit aanbod en kregen hulp van de Spartanen. Wat volgde was de slag bij Plataeae (479 v.Chr.) die, onder het bevel van Pausanias I (opvolger van de bij Thermopylae gesneuvelde koning Leonidas), werd gewonnen door de Grieken. Mardonius werd hierbij gedood. Korte tijd later vielen de Grieken de resten van de Perzische vloot aan op het Ionische schiereiland Mycale, doodden alle Perzen en vernietigden wat restte van de Perzische vloot.

## Latere regering
De Perzische archieven geven weinig informatie over de tijd na 484 v.Chr.. Wat duidelijk is, is dat er grootschalige bouwprojecten plaatsvonden, onder meer in Persepolis.
Volgens Griekse bronnen ging het na de nederlaag tegen de Grieken bergafwaarts met Xerxes. Hij zou zijn interesse voor de politiek hebben verloren, zou in allerlei liefdesperikelen verstrikt zijn geraakt en liet het bestuur over aan de eunuch Aspamitres. Het is moeilijk uit te maken wat waar is van deze beweringen.
De Grieken gingen in deze jaren in de aanval. Athene nam de leiding en Cimon zeilde in 466 v.Chr. naar Carië om de kust van Klein-Azië onder Atheense invloed te brengen. Bij de monding van de Eurymedon werden de Perzen opnieuw verslagen en dat kostte Xerxes vrijwel al zijn voormalige Griekse onderdanen.
Het jaar daarop werd Xerxes in zijn slaapkamer vermoord door de bevelhebbers van zijn lijfwacht Artabanus en Aspamitres. Ook de kroonprins Darius werd door Artebanus uit de weg geruimd. Hij probeerde tevens Darius' jongere broer Artaxerxes te doden maar deze wist zich te verdedigen en Artabanus te doden. Zo werd Artaxerxes koning van Perzië.

## Xerxes in de Bijbel
Over het algemeen wordt aangenomen dat koning Ahasveros in Ester, uit de Hebreeuwse Bijbel, Xerxes aanduidt.

## Voetnoten
1. ↑  C. Waarzeggers, 'The Babylonian Revolts Against Xerxes and the "End of Archives"' in: Archiv für Orientforschung 50 (2003/2004), 150-173.
2. ↑  Gerard Koolschijn (2010), Herodotos, Veertig verhalen, Xerxes' droom, p.141-144, Historiën, VII, 12-18
3. ↑  Tom Holland, Persian Fire (2005), waarin hij niet aangeeft wat zijn bron is
4. ↑  P. Briant, La date des révoltes Babyloniennes contre Xerxès in: Studia Iranica 21 (1992) 7-20. Uit het onderzoek van Waerzeggers (zie boven) blijkt dat dit niet juist kan zijn.